# Nedim Bajrami
Nedim Bajrami (Zürich, 28 februari 1999) is een Albanees-Zwitsers voetballer die doorgaans als defensieve middenvelder speelt. Hij verruilde Empoli in juli 2023 voor Sassuolo, dat hem het voorgaande halfjaar al huurde. Bajrami debuteerde in 2018 in het Albanees voetbalelftal. Hij maakte geschiedenis op het EK 2024 door het snelste doelpunt ooit te scoren, na slechts 23 seconden in de wedstrijd Italië - Albanië.

## Clubcarrière
Bajrami begon met voetballen in de jeugd van FC Regensdorf en werd in 2009 opgenomen in de jeugdopleiding van Grasshopper. Hiervoor debuteerde hij op 4 februari 2017 in de Super League, in een met 0–1 verloren thuiswedstrijd tegen FC Thun. Bajrami maakte op 24 september 2017 zijn eerste doelpunt in de hoogste Zwitserse afdeling, in een met 0–3 gewonnen wedstrijd op het terrein van FC Lugano. Hij maakte het tweede doelpunt op aangeven Emil Bergström. Bajrami speelde drie seizoenen voor Grasshopper. Zijn ploeggenoten en hij voorkwamen twee jaar op rij net degradatie, maar werden in 2018/19 laatste.
Bajrami daalde niet mee af naar de Challenge League, maar verhuisde in augustus 2019 op huurbasis naar Empoli. Hiermee ging hij in de Serie B spelen. Na afloop van 2019/20 verhuisde hij definitief naar de Italiaanse club. Bajrami en zijn ploeggeoten werden in 2020/21 kampioen in de Serie B en promoveerden naar de Serie A. Ook hierin speelde hij in zijn eerste jaar vrijwel iedere speelronde. Na de winterstop van 2022/23 ging Bajrami op huurbasis naar competitiegenoot Sassuolo. Hier kwam hij opnieuw te spelen onder coach Alessio Dionisi, onder wie hij in 2020/21 kampioen werd met Empoli. Na afloop van 2022/23 werd zijn overstap definitief.

## Clubstatistieken
| Seizoen     | Club        | Competitie   | Competitie | Competitie | Beker | Beker | Internationaal | Internationaal | Totaal | Totaal |
| Seizoen     | Club        | Competitie   | Wed.       | Dlp.       | Wed.  | Dlp.  | Wed.           | Dlp.           | Wed.   | Dlp.   |
| ----------- | ----------- | ------------ | ---------- | ---------- | ----- | ----- | -------------- | -------------- | ------ | ------ |
| 2016/17     | Grasshopper | Super League | 7          | 0          | —     | —     | —              | —              | 7      | 0      |
| 2017/18     | Grasshopper | Super League | 29         | 3          | 3     | 0     | —              | —              | 32     | 3      |
| 2018/19     | Grasshopper | Super League | 33         | 3          | 1     | 0     | —              | —              | 34     | 3      |
| Club totaal | Club totaal | Club totaal  | 69         | 6          | 4     | 0     | 0              | 0              | 73     | 6      |
| 2019/20     | → Empoli    | Serie B      | 28         | 5          | 1     | 0     | —              | —              | 29     | 5      |
| 2020/21     | Empoli      | Serie B      | 36         | 5          | 3     | 2     | —              | —              | 39     | 7      |
| 2021/22     | Empoli      | Serie A      | 35         | 6          | 3     | 3     | —              | —              | 38     | 9      |
| 2022/23     | Empoli      | Serie A      | 19         | 1          | 1     | 0     | —              | —              | 20     | 1      |
| Club totaal | Club totaal | Club totaal  | 118        | 17         | 8     | 5     | 0              | 0              | 126    | 22     |
| 2022/23     | → Sassuolo  | Serie A      | 18         | 1          | 0     | 0     | —              | —              | 18     | 1      |
| Club totaal | Club totaal | Club totaal  | 18         | 1          | 0     | 0     | 0              | 0              | 18     | 1      |

Bijgewerkt op 24 juli 2023

## Interlandcarrière
Bajrami doorliep alle Zwitserse nationale jeugdploegen vanaf Zwitserland –15, maar speelde hiermee nooit op een eindtoernooi. Hij koos er in 2021 voor om voortaan voor Albanië uit te komen. Bajrami debuteerde op 5 september 2021 in het Albanees voetbalelftal. Bondscoach Edoardo Reja zette hem toen meteen in de basis in een met 1–0 gewonnen WK-kwalificatiewedstrijd tegen Hongarije.
1 Russo ·
2 Missori ·
3 Doig ·
7 Volpato ·
8 Ghion ·
9 Mulattieri ·
10 Berardi ·
11 Boloca ·
12 Satalino ·
14 Obiang ·
15 Pieragnolo ·
17 Paz ·
19 Romagna ·
20 Lovato ·
23 Toljan ·
24 Moro ·
25 D'Andrea ·
26 Odenthal ·
28 Antiste ·
29 Caligara ·
31 Moldovan ·
35 Lipani ·
40 Iannoni ·
42 Thorstvedt ·
45 Laurienté ·
47 Consigli  ·
55 Kumi ·
77 Pierini ·
80 Muharemović ·
Coach: Grosso
· Keeperstrainer: Orlandoni